# اختبار الرخصة الطبية الأمريكي الخطوة 1
امتحان الترخيص الطبي الأمريكي الخطوة 1 (USMLE Step 1)، ويُعرف اختصارا بالخطوة 1 (Step 1)، وعاميا بـ«The Boards»، هو الجزء الأول من امتحان الترخيص الطبي الأمريكي. يقيم هذا الاختبار قدرة خريجي كليات الطب و طلبتها على تطبيق المفاهيم العامة من العلوم الأساسية لممارسة الطب .عادة ما يخضع طلاب الطب الأمريكيون أو غير الأمريكيين ممن يسعون للحصول على رخصة مزاولة الطب في الولايات المتحدة لاختبار Step 1 مع حلول نهاية عامهم الثاني في كليّة الطب. يجب على خريجي كليات الطب الدولية (الكليات خارج أمريكا و كندا) إجراء الاختبار لمزاولة الطب في الولايات المتحدة، يتم تقديم الطلبات من خلال ECFMG (اللجنة التعليمية لخريجي كليات الطب الأجنبية) مع رسوم تسجيل بمقدار $850. رسوم تسجيل الـNBME (المجلس الوطني للممتحنين الطبيين) للامتحان $600 لعام 2016، مع وجود رسوم إضافية تفرض على المتقدمين للاختبار في مناطق أخرى خارج الولايات المتحدة.

## نظام التقييم
يتم تقييم الممتحنين بناء علي آدائهم العام في الاختبار بمجموع مكون من ثلاث ارقام ويفترض نظريا ان المجموع النهائي هو 300 لكن معظم درجات الطلاب تقع بين 230 و 260 وأعلي درجة تم تسجيلها هي 276. والحد الادني للنجاح هو 194.
في 2020/7/4، حصل طبيب عربي أردني (راكان راضي) خريج الجامعة الأردنية على علامة 277، مخترقاً الرسم البياني للدرجات، ليحقق بذلك أعلى علامة في العالم، كما حصل زميله الدكتور (محمد أبو عليا) على علامة 273 في ذات الامتحان، وهو الثالث على العالم.
بدءا من يناير 2022 سيتم اعتماد التقييم بنظام النجاح أو الرسوبPass/Fail بدلا من المجموع الثلاثي الارقام.

## روابط خارجية
- USMLE Official Website
- USMLE Step 1 Guide from Students